# گاز-ای‌ای
گاز ای‌ای یک کامیون بود که از سال ۱۹۳۱ تا ۱۹۳۸ توسط گاز تولید می‌شد.

## تاریخچه
از سال ۱۹۱۹ تا ۱۹۲۸، بسیاری از کامیون‌های فورد مدل تی‌تی و فورد مدل ای‌ای به اتحاد جماهیر شوروی وارد شدند، حدود ۱۰٬۰۰۰ دستگاه از این کامیون‌ها وارد شوروی شد. با این حال، در سال ۱۹۲۶ مسئولان اتحاد جماهیر شوروی فهمید که آنها به وسیله نقلیه ای نیاز دارند که در اتحادیه جماهیر شوروی مونتاژ شود زیرا این کار منطقی تر از وارد کردن کامیون از کشورهای دیگر است.
در سال ۱۹۲۸ اتحاد جماهیر شوروی بودجه و زمینه ایجاد یک شرکت به نام گاز را فراهم کرد. آنها تجربه ای در زمینه مونتاژ خودرو نداشتند بنابراین کیت‌های قطعات فورد ای‌ای را وارد می‌کردند و به مونتاژ این خودرو می‌پرداختند.

## برای مطالعهٔ بیشتر
- اندی تامپسون: کامیون‌های اتحاد جماهیر شوروی: تاریخ قطعی. Behemont 2017 ،شابک ‎۹۷۸-۰-۹۹۲۸۷۶۹-۵-۱.